# Schefflera lurida
Schefflera lurida là một loài thực vật có hoa trong Họ Cuồng cuồng. Loài này được (King) Ridl. miêu tả khoa học đầu tiên năm 1922.